# Şahmelek, Karacabey
Şahmelek là một xã thuộc huyện Karacabey, tỉnh Bursa, Thổ Nhĩ Kỳ. Dân số thời điểm năm 2011 là 195 người.